# Виноградов, Алексей Викторович
Алексе́й Ви́кторович Виногра́дов (15 февраля 1920 — 20 декабря 2009) — советский и российский врач, кардиолог, заслуженный деятель науки РСФСР (1991), академик Международной Академии экологической реконструкции, профессор. С 1972 по 1988 годы он заведовал кафедрой пропедевтики внутренних болезней педиатрического факультета РГМУ, затем был почетным заведующим этой кафедрой. Работал в ГКБ № 4 (Павловская больница).
Похоронен на Химкинском кладбище.

## Научная деятельность и публикации
- «Инфаркт миокарда»
- «Сердечная недостаточность»
- «Мочегонные средства в клинике внутренних болезней»
- «Ошибки диагностики болезней сердца»
- «Дифференциальный диагноз внутренних болезней» (этот труд удостоен академической премии им. М. П. Кончаловского, выдержал 5 изданий и переведен на английский и французский языки)

Совместно с сотрудниками НИИ автоматизации и проектирования А. В. Виноградовым были изданы монографии:
- «Информатика и медицина» (1997 г.)
- «Компьютерные модели и прогресс медицины» (2001 г.).

Под редакцией А. В. Виноградова и А. С. Мелентьева вышло несколько республиканских сборников научных трудов. Среди них:
- «Ишемическая болезнь сердца» (1991 г.)
- «Кибернетика в кардиологии» (1992 г.).

Под руководством А. В. Виноградова выполнено более 20 научных разработок. Они запатентованы в нашей стране и за рубежом.